# Noepoli
Noepoli är en ort och kommun i provinsen Potenza i regionen Basilicata i Italien. Kommunen hade 841 invånare (2017).